# 马尔默机场
马尔默机场（瑞典語：Malmö Airport），是瑞典南部城市马尔默的一座民用机场，为马尔默及周边地区（瑞典斯科讷省、丹麦哥本哈根等）。其官方名字原为瑞典语“Malmö-Sturup flygplats”（马尔默-斯图鲁普机场），2007年更改为英语“Malmö Airport”（马尔默机场）。该机场距马尔默和隆德两城市分别28千米和26千米；经厄勒海峡大桥可往哥本哈根机场（47千米）和哥本哈根市区（55千米）。

## 历史
马尔默原有的机场是布尔托夫塔机场，建于1923年，到20世纪中期开始逐渐难以适应新时代的要求。而随着城市的扩展，该机场的位置已经和市区非常近，无法进行扩建。于是，新机场的建设方案在1960年代被提出，1970年开工，1972年12月3日建成启用，同时关闭布尔托夫塔机场。马尔默机场的建设耗费了1.3亿瑞典克朗，接近预算的两倍。
近年来，由于哥本哈根机场吸引了大批来自瑞典南部的旅客，马尔默机场的旅客吞吐量大幅减少。欧洲著名廉价航空公司瑞安航空曾进驻马尔默机场，但于2007年秋宣布撤出。同年10月4日，丹麦廉航斯特林航空宣布将新增马尔默机场为其重点机场，开通至伦敦、阿利坎特、巴塞罗那、尼斯等地的航线。但一年之后，2008年10月底，斯特林航空声明破产，其在马尔默的业务也因此全部终止。斯特林航空破产之前占有马尔默机场6-7%的客流。

## 通航航空公司及航点
马尔默机场现有以下定期航班：
- Direktflyg：博伦厄、厄勒布鲁
- 马尔默航空：斯德哥尔摩（布罗马），以及到因斯布鲁克、萨尔茨堡和日内瓦的包机
- 北欧航空：斯德哥尔摩（阿兰达）
- 維茲航空：布达佩斯、格但斯克、卡托维兹、华沙
- MCA Travel：阿尔贝拉、巴格达、普里什蒂纳

包机方面，有北欧途易航空、STS Solresor、汤姆斯·库克航空（Thomas Cook Airlines Scandinavia）等公司通往西班牙、埃及、希腊、泰国等国。
货运方面，有如下航空公司及航点：
- 冰岛航空货运：夏洛特、哈利法克斯、纽约、雷克雅未克
- PAL：迪拜、吉隆坡、上海
- 北欧航空货运
- TNT：赫尔辛基、格但斯克、考纳斯、明斯克、圣彼得堡
- UPS：格但斯克、考纳斯、莫斯科、里加
- 瑞典西部航空